# Rhetus arcius
Rhetus arcius is een vlinder uit de familie van de prachtvlinders (Riodinidae) en de onderfamilie Riodininae.
Rhetus arcius werd in 1763 beschreven door Linnaeus.